# Helicoubisia coronata
Helicoubisia coronata är en svampart som beskrevs av Lunghini & Rambelli 1979. Helicoubisia coronata ingår i släktet Helicoubisia, divisionen sporsäcksvampar och riket svampar.   Inga underarter finns listade i Catalogue of Life.